# حمراء الحافة
حمراء الحافة أو فراشة سوداء الخطوط القرمزية (الاسم العلمي: Biblis hyperia)، نوع من الفراشات من فصيلة الحورائيات. التي تستوطن وادي ريو غراندي فالي السفلي في تكساس في الولايات المتحدة والمكسيك ومنطقة البحر الكاريبي وأمريكا الوسطى وأمريكا الجنوبية في أقصى جنوب باراجواي.

## معرض صور

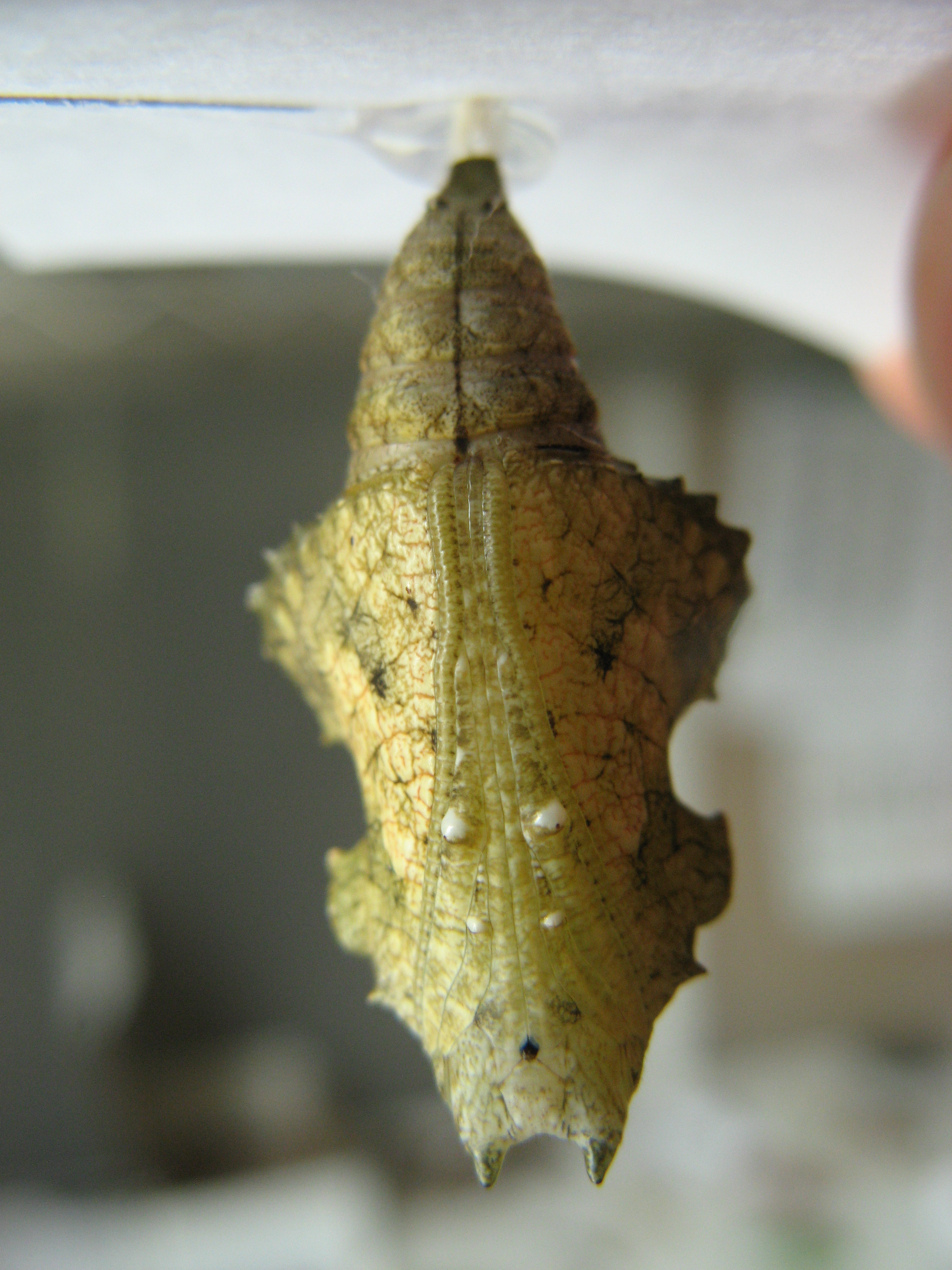
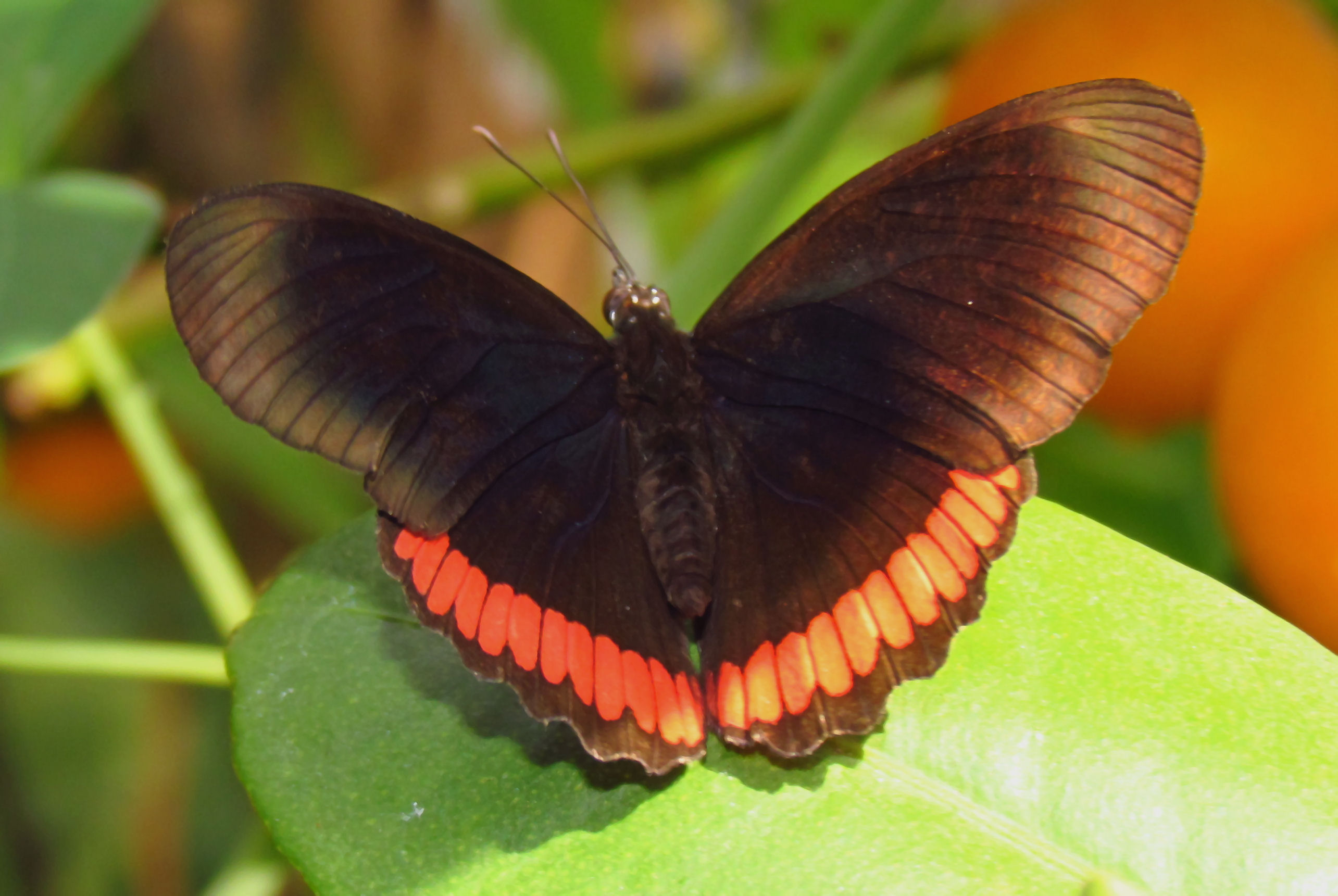
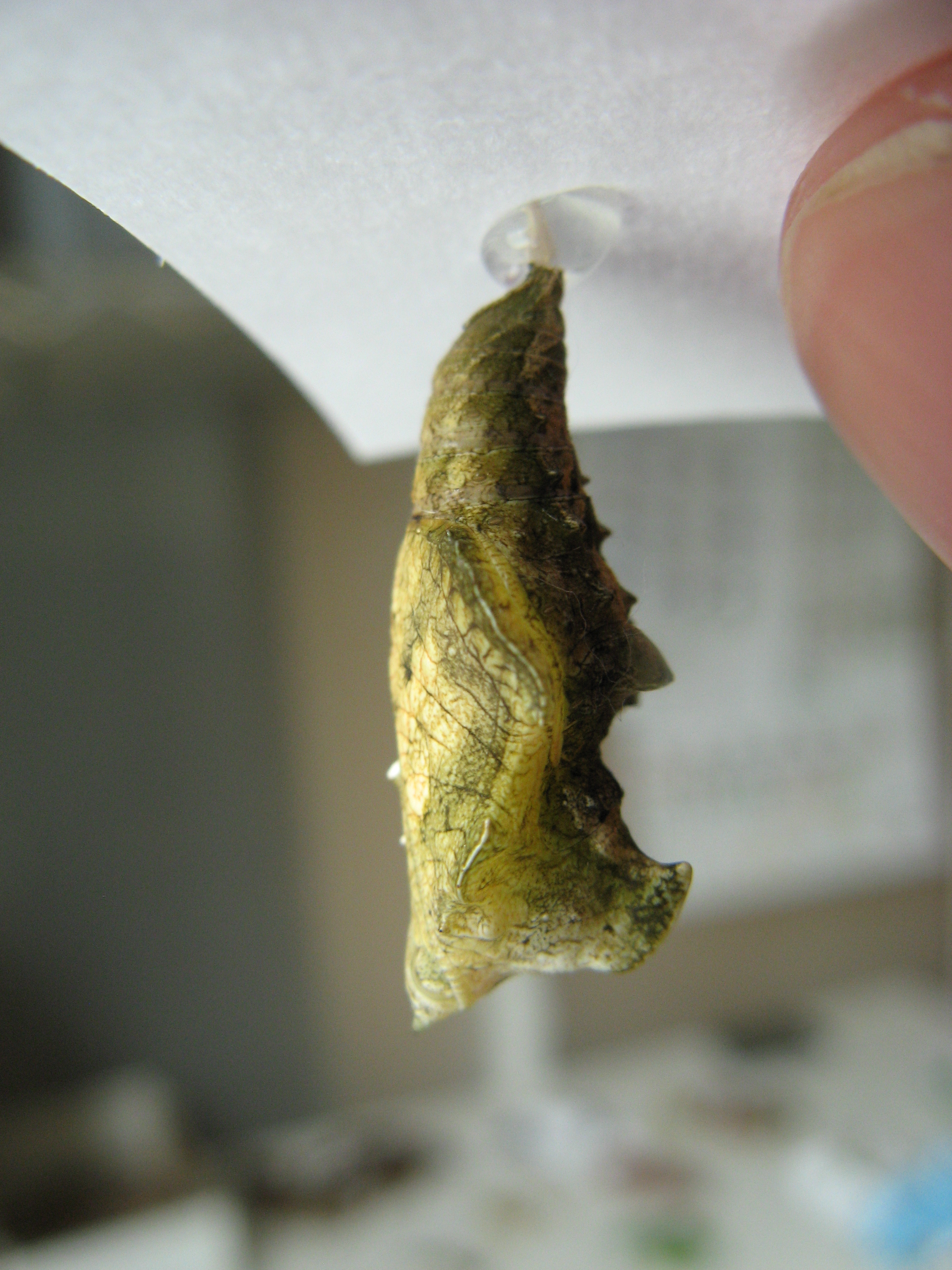